# Honda RA106
Honda RA106 — болид Формулы-1, сконструированный Джеффом Уилсом и построенный командой Honda для участия в чемпионате мира сезона 2006 года.

## История

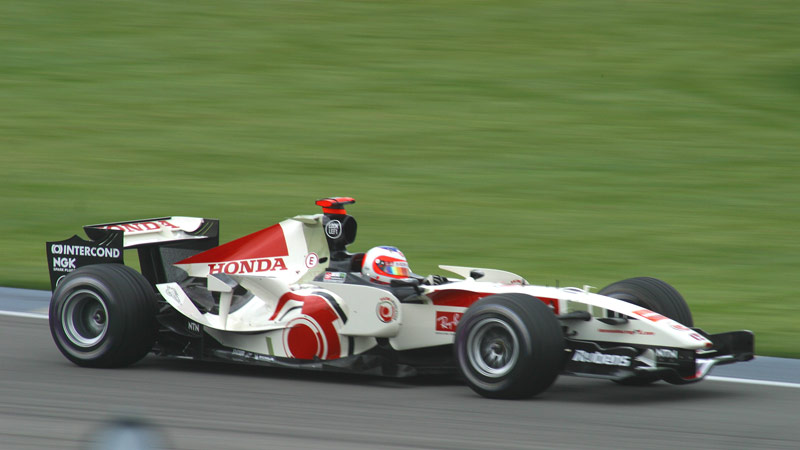
Баррикелло управляет Honda RA106 на Гран-при США 2006 года.

С 1968 года Honda не имела своей команды в Формуле-1, ограничиваясь поставкой своих двигателей другим командам. Осенью 2005 года компания Honda выкупила акции команды BAR, которой ранее поставляла свои двигатели, и заявила для участия в чемпионате мира 2006 года собственную заводскую команду.
Пилотировали RA106 бразилец Рубенс Баррикелло и англичанин Дженсон Баттон. Баттону удалось одержать единственную победу команды на Гран-при Венгрии 2006 года.
Модернизированное шасси RA106 использовалось командой Super Aguri под названием Super Aguri SA07 в 2007 году.

## Результаты выступлений в Формуле-1
| Год  | Шасси       | Двигатель       | Шины | Пилоты     | 1   | 2   | 3   | 4   | 5    | 6   | 7   | 8    | 9    | 10   | 11   | 12   | 13  | 14  | 15  | 16  | 17  | 18  | Место | Очки |
| ---- | ----------- | --------------- | ---- | ---------- | --- | --- | --- | --- | ---- | --- | --- | ---- | ---- | ---- | ---- | ---- | --- | --- | --- | --- | --- | --- | ----- | ---- |
| 2006 | Honda RA106 | Honda RA806E V8 | M    |            | БАХ | МАЛ | АВС | САН | ЕВР  | ИСП | МОН | ВЕЛ  | КАН  | США  | ФРА  | ГЕР  | ВЕН | ТУР | ИТА | КИТ | ЯПО | БРА | 4     | 86   |
| 2006 | Honda RA106 | Honda RA806E V8 | M    | Баррикелло | 15  | 10  | 7   | 10  | 5    | 7   | 4   | 10   | Сход | 6    | Сход | Сход | 4   | 8   | 6   | 6   | 12  | 7   | 4     | 86   |
| 2006 | Honda RA106 | Honda RA806E V8 | M    | Баттон     | 4   | 3   | 10  | 7   | Сход | 6   | 11  | Сход | 9    | Сход | Сход | 4    | 1   | 4   | 5   | 4   | 4   | 3   | 4     | 86   |

| Легенда к таблице |                                                                    |
| --- | ------------------------------------------------------------------ |
| В таблице перечислены результаты всех Гран-при Формулы-1, в которых использовался автомобиль. Строками таблицы являются сезоны, столбцами — этапы чемпионата мира. В каждой клетке указаны сокращённое название этапа и результат, дополнительно обозначенный цветом. Расшифровка обозначений и цветов представлена в нижеследующей таблице. |                                                                    |
| \| Пример \| Описание \| \| ------------ \| ------------------------------------------------------------------ \| \| 1 \| Победитель \| \| 2 \| Второе место \| \| 3 \| Третье место \| \| 5 \| Финишировал, заработав очки \| \| Сход \| Не финишировал, но при этом заработал очки \| \| 12 \| Финишировал, не получив очков \| \| НКЛ \| Финишировал, но не попал в финальную классификацию \| \| 15 \| Участвовал вне зачёта, либо по отдельной классификации \| \| 18 \| Не финишировал, но попал в финальную классификацию \| \| Сход \| Не финишировал \| \| НКВ \| Не прошёл квалификацию \| \| НПКВ \| Не прошёл предквалификацию \| \| ДСК \| Дисквалифицирован \| \| ИСК \| Исключён из протокола соревнований \| \| ТТ \| Заявлен для участия только в тренировках \| \| НС \| Участвовал в квалификации, но не стартовал в гонке \| \| Т \| Травмирован или болен \| \| ОТК \| Отказ от участия \| \| НТР \| Прибыл на соревнования, но на трассу не выезжал \| \| НПР \| Был заявлен в числе участников, но не прибыл к началу соревнований \| \| О \| Соревнования отменены \| \| \| Не участвовал \| \| Поул-позиция \| \| \| Быстрый круг \| \| |                                                                    |
| Пример | Описание                                                           |
| 1 | Победитель                                                         |
| 2 | Второе место                                                       |
| 3 | Третье место                                                       |
| 5 | Финишировал, заработав очки                                        |
| Сход | Не финишировал, но при этом заработал очки                         |
| 12 | Финишировал, не получив очков                                      |
| НКЛ | Финишировал, но не попал в финальную классификацию                 |
| 15 | Участвовал вне зачёта, либо по отдельной классификации             |
| 18 | Не финишировал, но попал в финальную классификацию                 |
| Сход | Не финишировал                                                     |
| НКВ | Не прошёл квалификацию                                             |
| НПКВ | Не прошёл предквалификацию                                         |
| ДСК | Дисквалифицирован                                                  |
| ИСК | Исключён из протокола соревнований                                 |
| ТТ | Заявлен для участия только в тренировках                           |
| НС | Участвовал в квалификации, но не стартовал в гонке                 |
| Т | Травмирован или болен                                              |
| ОТК | Отказ от участия                                                   |
| НТР | Прибыл на соревнования, но на трассу не выезжал                    |
| НПР | Был заявлен в числе участников, но не прибыл к началу соревнований |
| О | Соревнования отменены                                              |
| | Не участвовал                                                      |
| Поул-позиция |                                                                    |
| Быстрый круг |                                                                    |